# Hendrik de Vries (organist)
Hendrik de Vries (Amsterdam, 17 februari 1857 – Rotterdam, 7 maart 1929) was een Nederlands organist.

## Leven
Hij was zoon van Simon Reinier de Vries en Johanna Jacoba Gijselaar, wonende aan de Brouwersgracht. Broer Willem de Vries was eveneens organist. Hijzelf was getrouwd met Britse Emily Wagner.
De eerste opleiding verkreeg hij van zijn vader die organist was bij de Remonstrantse gemeente in Amsterdam. Er volgden ook lessen van Gustaaf Adolf Heinze. In die tijd gaf hij als pianist en organist, soms alleen, soms met zijn vader. Hij werd in 1873 aangesteld als organist te Breukelen, maar al snel kreeg hij een aanstelling in Broek in Waterland. In die tijd won hij een organistenconcours gehouden in het Paleis voor Volksvlijt; het concours was opgebouwd uit een verplicht werk, een improvisatie, prima-vistaspel en opbouw melodielijnen. In 1875 was hij te vinden in de Engelse Kerk op het Begijnenhof in Amsterdam. In 1877 deed hij een gooi naar de functie organist van de Grote of St.-Bavokerk in Haarlem, maar werd het uiteindelijk niet. In 1886 verkaste hij naar Nijmegen; hij werd er organist van de Grote of Sint-Stevenskerk ook pianist, muziekonderwijzer en dirigent van het koor Erato. Hij tilde het naar een hoger niveau.

## Rotterdam

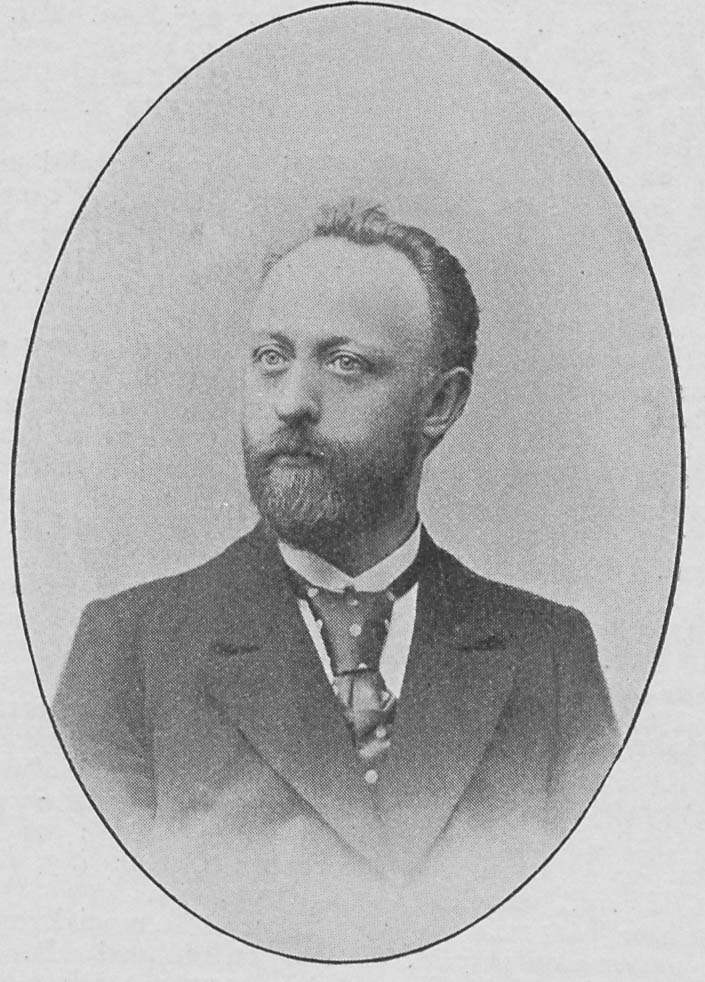
De Vries omstreeks 1898

In september 1897 verhuisde hij naar Rotterdam om in navolging van Marius van 't Kruijs het orgel van de Laurenskerk te bespelen. Er werd weliswaar een audiëntie gehouden, maar Hendrik de Vries deed daaraan niet mee, alhoewel hij wel gesolliciteerd had. Echter alle deelnemers waaronder Hendriks broer Willem de Vries werden ongeschikt geacht. Hendrik de Vries werd alsnog opgeroepen en kon eigenlijk direct aan de slag (1 oktober 1897). Een valse start was begonnen onder zijn voorganger, die niet gevraagd voor de beoordelingscommissie, had verteld dat er geen gunstige vooruitzichten waren in Rotterdam en ook dat bijvoorbeeld de orgelklas uit de muziekschool geen lang bestaan meer zou hebben. Wanneer Van ’t Kruijs een jaar later wel wil komen spelen in Rotterdam, stemt De Vries wel toe maar ontstaat weer ruzie, waardoor de kansen Van ’t Kruijs verkeken waren. De Vries kreeg ook te maken met mankementen aan het orgel en omgeving (er heerste een rattenplaag). In 1908 moest er een grote restauratie komen, die duurde 15 maanden, maar konden geen geruisloze windvoorziening opleveren (het hijgt, zou Jan Hermanus Besselaar de opvolger van De Vries nog zeggen). In 1922 vier hij zijn zilveren jubileum. Alhoewel de pers niet al te positief op zijn concerten reageerden moest vanuit de kleine Doelenzaal uitgeweken worden naar de grote aan het Coolsingel. Ook zijn zeventigste verjaardag werd groots gevierd in de Laurenskerk. Vanaf midden jaren twintig ging zijn gezondheid steeds verder achteruit; hij werd blijvend geplaagd door een maagzweer.  

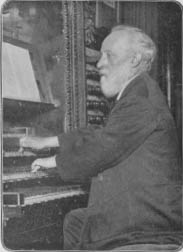
De Vries omstreeks 1923

In Rotterdam gaf hij voorts leiding aan het koor Euphonia te Vlaardingen en was enkele jaren docent aan de muziekschool aldaar.
Van zijn hand kwam ook een enorm aantal werken, die echter zelden uitgegeven werden. Hij was qua stijl al ingehaald door de moderne tijd. Overgebleven zijn Erato voor piano, een Zendingscantate, Postlude nr. 1 in c mineur en Postlude nr. 2 in A majeur. De rest bevindt zich in de gemeentebibliotheek van Rotterdam. Hij schreef ook een aantal keren in het tijdschrift Het Orgel, onder meer de artikelen De musicus tegenover het publiek, in casu de organist tegenover de gemeente en Het spelen van psalmen en gezangen
De Vries was sinds 1923 ridder in de Orde van Oranje-Nassau en Officier de l’Académie des Beaux-Arts.